# So Cold the Night
So Cold the Night is een nummer van het Britse popduo The Communards. Het is de vierde en laatste single van hun titelloze debuutalbum.
Als opvolger van de cover van Don't Leave Me This Way, dat een monsterhit werd, werd ook "So Cold the Night" een hit. Zo bereikte het de 8e positie in het Verenigd Koninkrijk. In de Nederlandse Top 40 was het goed voor een 11e positie, terwijl het in de Vlaamse Radio 2 Top 30 de 7e positie bereikte. Hiermee werd het succes van de voorganger niet geëvenaard.
De B-kant, getiteld, "When the Walls Come Tumbling Down", is gewijd aan Nelson Mandela.

## Tracklijst
7": London / LON 110
1. "So Cold the Night" – 4:39
2. "When the Walls Come Tumbling Down" – 4:20

7": London / LONDJ 110 (promo)
1. "So Cold the Night" – 3:45
2. "So Cold the Night" (Full Length) – 4:40

12": London / LONX 110
1. "So Cold the Night" – 9:12
2. "When the Walls Come Tumbling Down" – 4:22
3. "Never No More" – 2:58

12": London / LONXR 110
1. "So Cold the Night" – 8:34
2. "The Multimix" – 8:00
3. "When the Walls Come Tumbling Down" – 4:21

12": London / LONX 110 (promo)
1. "So Cold the Night" – 9:12
2. "So Cold the Night" (Instrumental) – 9:12

12": London / LDSX 235 (Canada)
1. "So Cold the Night" (Remixed Club Version) – 8:45
2. "So Cold the Night" (7" Version) – 3:45
3. "So Cold the Night" (Instrumental) – 9:45

Cassette: London / LONCS 110
1. "So Cold the Night"
2. "When the Walls Come Tumbling Down"
3. "Never No More"
4. "Don't Leave Me This Way" (Son of Gotham City)